# Porolepiformes
Die Porolepiformes sind eine ausgestorbene Gruppe von Knochenfischen aus der Klasse der Fleischflosser (Sarcopterygii). Sie lebten im Devon, ihre fossilen Überreste wurden vor allem in Süßwasserablagerungen des mittleren und oberen Devon gefunden.

## Merkmale
Die Porolepiformes hatten eine plumpen Körper. Ihre Brustflossen waren langgestreckt und saßen oft relativ hoch am Rumpf, die Bauchflossen waren kurz, die Schwanzflosse heterocerk. Ältere Formen hatten dicke, rhombische Cosmoidschuppen, jüngere dünne Cycloidschuppen. Sie waren relativ große Raubfische mit breitem Schädel, kleinen Augen und hatten in ihren großen Fangzähnen ein speziell gefaltetes Dentin. Beide äußere Nasenöffnungen waren noch vorhanden, Choanen (paarige Öffnung zum Gaumendach) wahrscheinlich nicht. Ihrer Körperform nach zu urteilen waren sie Lauerjäger, die auf nah vorbei schwimmende Beute warteten, die sie dann mit einem plötzlichen Vorstoß fingen.

## Systematik
- Porolepidae

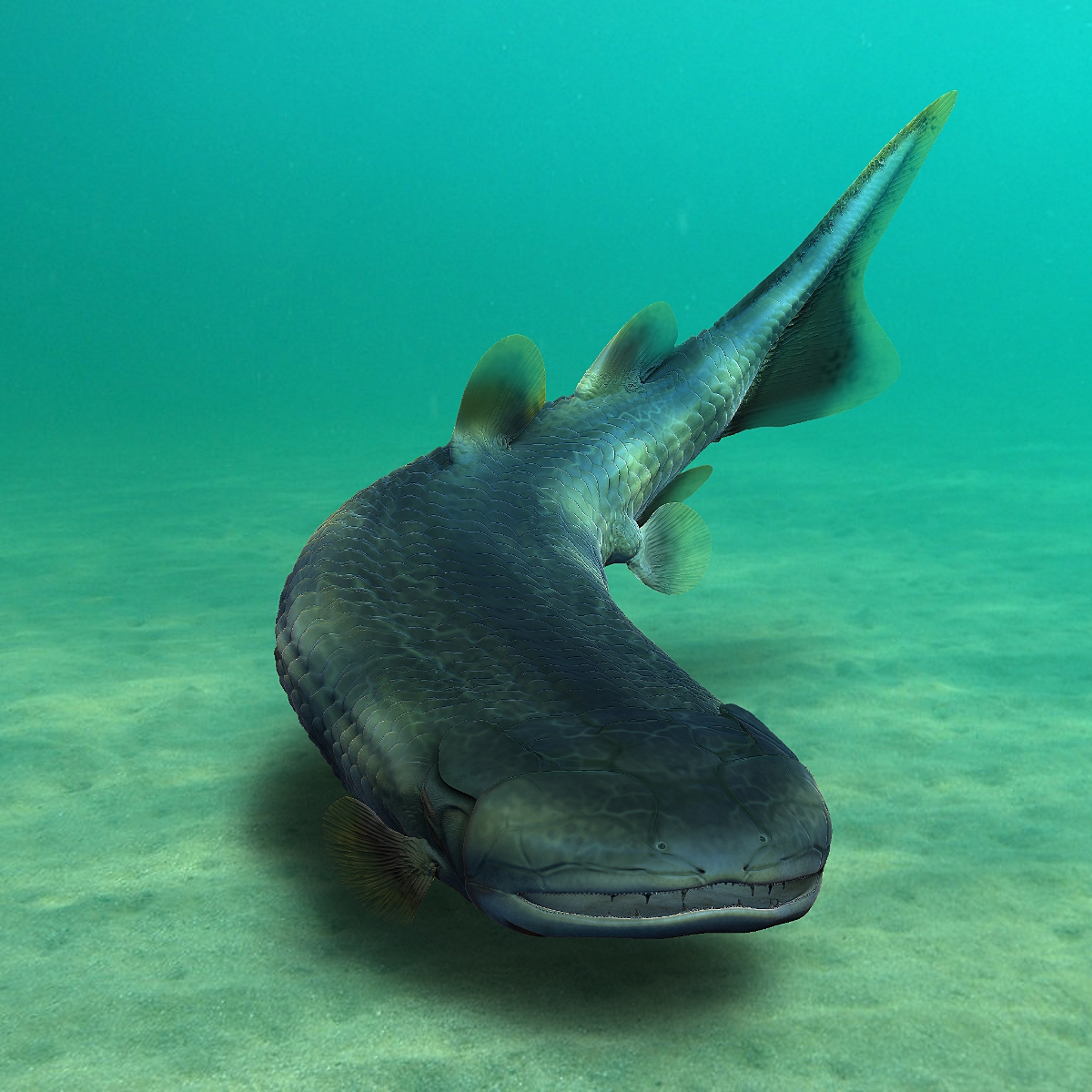
Laccognathus embryi

  - Porolepis, Unterdevon von Spitzbergen und Europa, 1,5 m lang
- Holoptychiidae
  - Glyptolepis, Mitteldevon von Ostgrönland und Schottland, 1 m lang
  - Duffichthys, Schottland
  - Holoptychius, Oberdevon, lebte weltweit in Süßgewässern, bis 2 m lang
  - Laccognathus, marin, Lettland